# خون‌هراسی
خون هراسی(به انگلیسی:Hemophobia,Hematophobia) ترس بیمارگونه و نامعقول از خون است. .در موارد حاد این ترس می‌تواند باعث واکنش‌های فیزیکی شود که در بسیاری از ترس‌های دیگر غیرمعمول است. مثل سنکوب و غش کردن.

## See also
- فهرست هراس‌ها